# Europese weg 312
De Europese weg 312 of E312 is een Europese weg die alleen door Nederland loopt en daarbij de A58 volgt. De E312 begint ter hoogte van Best op het knooppunt Batadorp en eindigt bij Vlissingen-Stadshaven.
| Nummer    | Tracé                  |
| Nederland | Nederland              |
| --------- | ---------------------- |
|           | Eindhoven - Vlissingen |

## Plaatsen langs de E312
De weg komt langs de volgende steden:

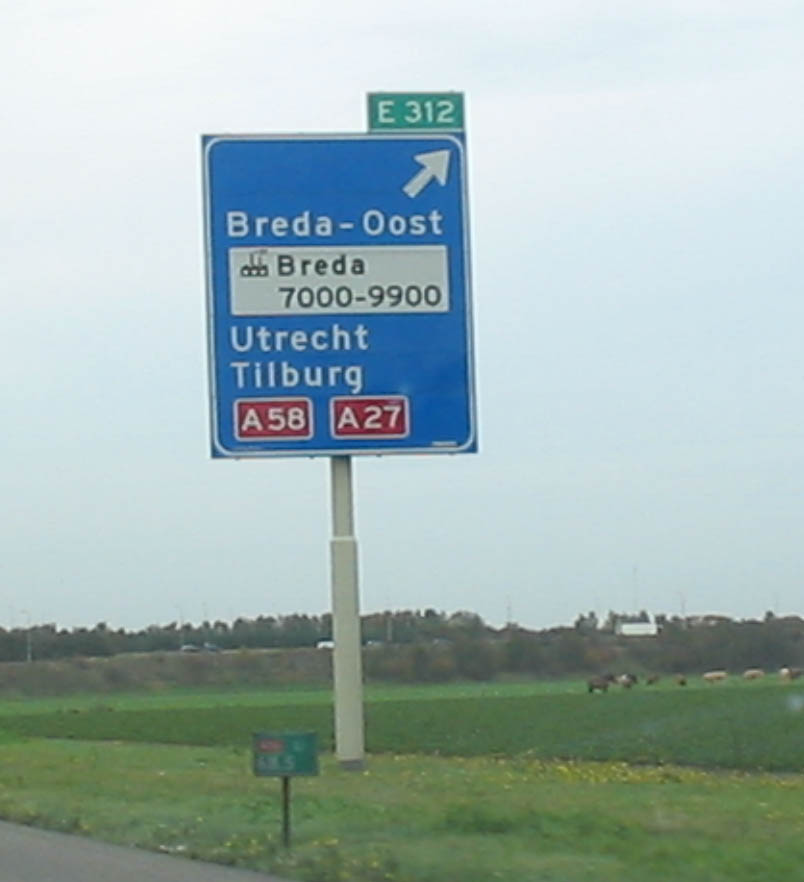
Afrit naar de E312/A58 vanaf de E19/A16

- Eindhoven
- Tilburg
- Breda
- Roosendaal
- Bergen op Zoom
- Goes
- Middelburg
- Vlissingen